# Lombe's Mill

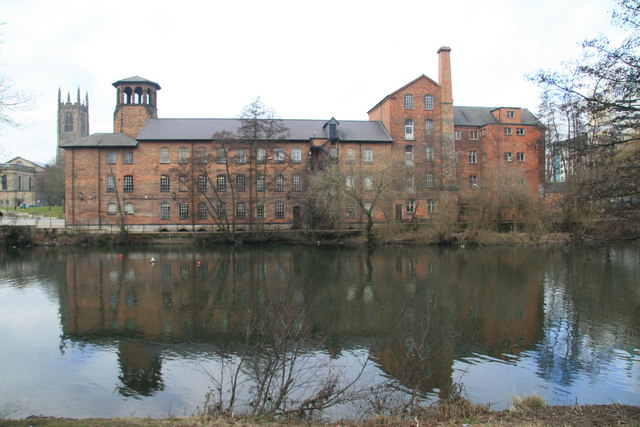
Dnešní podoba budovy Lombe's Mill

Lombe's Mill byla první úspěšná továrna na skaní hedvábí v Anglii. Byla vybudována na ostrově na řece Derwent v Derby. Roku 1717 ji založil John Lombe, který se vrátil z Piemontu, odkud si přivezl detaily o strojích na tkaní hedvábí a také několik italských řemeslníků.

## Poloha
Lombe's Mill byl postaven jižně od továrny Thomase Cotchetta z roku 1704 na západním břehu řeky Derwent v Derby. Na řece byl vybudován jez a níže po proudu se na ostrově, který odděluje řeku a odpadní koryto tří mlýnů, nachází Lombe's Mill. Pro továrnu to byla výhodná pozice, protože řeka tu měla rychlý spád a místo bylo na cestě z Londýna do Carlisle.

## Historie

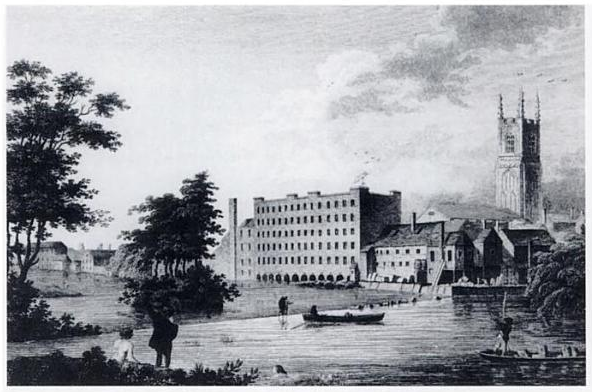
Lombe's Mill v 18. století

Lombe's Mill je významný tím, že šlo o první úspěšnou továrnu na skaní hedvábí v Anglii a pravděpodobně i první plně mechanizovanou továrnou na světě. První továrnu v Derby založil v roce 1704 Thomas Cotchett, ale nebyl úspěšný. John Lombe však roku 1716 navštívil úspěšný podnik na skaní hedvábí v italském Piemontu. Je to jeden ze starších příkladů průmyslové špionáže. Do Derby se vrátil s užitečnými znalostmi a skupinou Italů. Spolu se svým nevlastním bratrem Thomasem Lombem najal architekta George Sorocolda, aby postavil továrnu, kterou poté vybavili novými stroji. Thomas Lombe získal čtrnáctiletý patent na stroje, které používali. Král Sardinie však zastavil dovoz surového hedvábí, a podle některých stál i za záhadnou smrtí John Lomba v roce 1722. Jeho starší bratr poté podnikání vzdal. Po vypršení patentů roku 1732 vznikly další podobné továrny v Stockportu a Macclesfieldu. O sedm let později byla budova továrny prodána Thomasu Wilsonovi, který si ponechal i inventář, jenž se zachoval až dodnes.

## Popis
Z původní továrny se dodnes dochovala jen malá část. Ze záznamů však víme, že budova měla pět podlaží a pravoúhlý půdorys. Postavena byla ve vlámském stylu z cihel a měřila 33,5 metrů na délku a 12 metrů na šířku. Stála na kamenných klenbách tak, aby mohla řeka Derwent protékat skrze. Továrna byla vysoká 17 metrů a měla sklonitou střechu. Stroje na skaní hedvábí byly vysoké jako dvě patra budovy, takže pronikaly prvním podlažím. Navíjecí stroje se nacházely ve vyšších patrech. Všechny přístroje pohánělo vně umístěné vodní kolo na spodní vodu, které mělo 7 metrů v průměru a 2 metry do šířky. Jeho náprava pronikala do budovy dírou v prvním podlaží a poháněla vertikální hřídel. Ta pohybovala horizontální hřídelí umístěnou napříč továrnou. Díky té získávalo potřebnou energii osm kolovratů a čtyři skací stroje. Vertikální hřídel byla kovovým čepem spojena s další takovou hřídelí, která poháněla navíjecí stroje ve vyšších patrech. Továrna potřebovala být také vyhřívána, a pro tento účel měla parní stroj, jenž rozháněl horký vzduch po budově. Sloup se schodištěm byl vysoký 19,5 metrů, jeho přesná podoba však není známa a není ani jasné, jak byly balíky mezi poschodími vytahovány.

## Skaní hedvábí
V první polovině 18. století byli Italové technologicky nejvyspělejší ve skaní hedvábí. Vyvinuli skací stroj, italsky filatoio, a kolovrat, italsky torcitoio. Nejstarší ilustrace externě poháněného skacího stroje pochází někdy z roku 1500. Pro správný proces skaní hedvábí je nutná také vysoká teplota a vlhkost, které v továrně v Derby muselo zajišťovat topení.

## Současnost
Budova továrny byla po přestavbách a vystřídání několika majitelů zrestaurována a stala se domovem Derbského průmyslového muzea. Na blízkém mostu Exeter se nachází polovypouklá socha Johna Lomba.